# Диодор Тарсийский
Диодо́р Тарси́йский (др.-греч. Διόδωρος ὁ Ταρσεύς) — христианский богослов IV века, святой Ассирийской церкви Востока и один из её «трех греческих учителей». Богословие Диодора, как и большинства теологов того времени, касается многих сторон христианской жизни. В частности, Диодор известен как реформатор монашества, апологет христианства, защищавший его от антихристианской политики Юлиана Отступника, и экзегет, написавший толкования почти на все книги Библии.

## Биография
Диодор родился в знатной семье — видимо, языческих жрецов громовержца Зевса судя по его имени и обвинению лично знавшего его Юлиана Отступника в измене языческим богам, если бы не это обвинение, имя можно было объяснить тем, что стоики, в том числе, атеисты и христиане, называли Логос Зевсом — возможно, в пригороде Антиохии. Получив классическое философское образование в школе в Афинах (возможно, он учился вместе с Василием Великим, Григорием Богословом и Юлианом Отступником) он очень скоро после окончания образования принял монашество или вначале вступил в полумонашеское братство мирян, действовавшее по обычаю Церкви Востока, так как в Антиохии было много христианских беженцев из Ирана. Богословие Диодору преподавал Евсевий Эмесский. Во времена правления Юлиана Отступника Диодор пишет ряд сочинений и философских трактатов, направленных против попыток восстановления язычества в империи. Будучи последовательным защитником Никейского вероопределения, Диодор не подчинился арианскому епископу Леонтию и вместе со своим другом Флавианом (который станет позднее епископом Антиохии по рекомендации Диодора) поддерживал Православие вне антиохийских стен. Есть сведения, что именно в службах того времени в пригородах Антиохии появилось антифонное пение, позднее широко распространившееся в Церкви.
В Антиохии Диодору покровительствовал патриарх Мелетий, вначале умеренный поздний полуарианин, противник и ариан, и крайностей поздних ариан, получивший затем решительную поддержку никейского крыла Церкви. В 361 году в Антиохии после низложения Мелетия были одновременно два арианских епископа и два никейских. Одним из никейских епископов стал низложенный арианами Мелетий, и он рукоположил Диодора в священники. Диодор был последовательным сторонником не только никейского единосущия, но и Мелетия, и активно занимался организационной деятельностью в Антиохии. Так, во время своего священства Диодор основал монастырь и катехизационную школу близ Антиохии. Именно благодаря этой школе Диодор стал наставником как богослова и литургиста Феодора Мопсуестийского (спорного в своей христологии), так и несомненно православного блестящего проповедника святителя Иоанна Златоуста, будущего архиепископа Константинополя. Христология и экзегетика школы Диодора получат развитие и несколько трансформируются в Антиохийской школе богословия. Однако осужденный на Эфесском соборе 431 года Несторий доведёт до крайности христологическое богословие ученика Диодора Феодора Мопсуестийского.
В 372 году Диодор был изгнан императором-арианином Валентом и эмигрировал в Армению. Диодор возвращается из изгнания после смерти Валента в 378 году, и его друг Василий Великий, архиепископ Кесарийский, рукополагает Диодора в епископы. Как последовательный «никеец», Диодор становится епископом Тарса — родного города апостола Павла.

## Богословие Диодора
В качестве епископа Тарса, Диодор продолжал активно выступать как против арианства, так и против аполлинаризма, отстаивая утверждение, что Иисус Христос был вполне Бог и вполне человек. Диодор играл ключевую роль в Поместном Антиохийском соборе 379 года, был одним из участников Второго Вселенского собора в Константинополе в 381 году. После смерти своего наставника Мелетия Диодор рекомендовал своего друга Флавиана в качестве его преемника.
Несмотря на то, что Второй Вселенский собор внёс Диодора в список отцов собора, а Феодосий I Великий назвал Диодора «борцом за веру», христология Диодора была впоследствии осуждена миафизитскими церквами, претендующими на преемство богословия Кирилла Александрийского. Это связано с тем, что для времён Феодосия было важно отстаивать никейское определение, в то время как впоследствии более остро стал вопрос о соотношении двух природ во Христе. Кирилл Александрийский крайне резко осуждал взгляды Диодора по этому поводу. Основываясь на евангельском образе Христа, практичный и трезвомыслящий противник аллегорий Диодор утверждал несмешение Божественной и человеческой природы. Специфику христологии Диодора теперь трудно восстановить, так как сохранившиеся его работы полностью слиты с текстом многочисленных комментаторов; по большей части, о ней можно судить из более поздних работ его учеников и сторонников антиохийской школы. Предположительно, Диодор считал, что Бог Слово вселился в отдельного человека Иисуса, Божество обитало в Христе не по существу, а ипостасно; не природно, а морально, так сказать, соприкоснувшись с человечеством.
В конечном счёте, через многие годы после своей смерти, Диодор стал восприниматься принявшими Эфесский собор как предтеча несторианства, хотя лично осуждён был только на Разбойничьем Эфесском соборе монофизитов во главе с Диоскором. Напротив, для Церкви Востока Диодор стал главным из греческих учителей и одним из главных учителей в целом, и она ошибочно считала, что Диодор Тарсийский осуждён западной церковью (православными и католиками), хотя поддерживавший богословский диалог с Церковью Востока и стремившийся к единству с ней император Юстиниан I и Пятый Вселенский Собор осудили только учение об апокатастасисе без упоминания Диодора Тарсийского и Григория Нисского. В частности, через Диодора, а не через разделявшего это мнение Григория Нисского, мнение об апокатастасисе (всеобщем спасении в конце времен) попало в труды Исаака Сирина.